# 380 mm/45 Model 1935
380 mm/45 Model 1935 е разработено и произвеждано във Франция корабно оръдие с калибър 380 mm. Състои на въоръжение във ВМС на Франция. Става най-мощното морско оръдие в историята на френския флот.
Оръдията са разработени за новите линкори от типа „Ришельо“. И оръдията, и кулите са фактически увеличен вариант на 330-мм оръдия на линкорите от типа „Дюнкерк“. Две четириоръдейни кули са разположени линейно-терасовидно в носовата част на кораба. На четвъртия кораб от серията – „Гаскон“ – по една четириоръдейна кула трябва да има на носа и на кърмата. Също това оръдие е предвидено като въоръжение на разработваните линкори от типа „Елзас“.
Всичко преди войната са произведени само 21 оръдия. Поради бързата капитулация на Франция линкорите не са достроени. „Ришельо“ отплава за Дакар в полубоеготово състояние. „Жан Барт“ е отведен в Казабланка само с четирите оръдия на първата кула. „Клемансо“ не е достроен, а „Гаскон“ даже не е залаган. Оръдията, останали във Франция, са пленени от немците. Част от тях се опитват да поставят на брегови батареи. В крайна сметка едно оръдие влиза в бреговите укрепления на „Атлантическия вал“ при Шербур-Октевил и води стрелба по съюзниците по време на десанта в Нормандия.
Оръдията успяват да пострелят и по съюзниците, и по японските войски. На 24 – 25 септтември 1940 г. „Ришельо“ води престрелка с британските линкори по време на операцията в Дакар. А „Жан Барт“ участва в дуел с американския линкор „Масачузетс“ на 8 ноември 1942 г. по време на десанта на съюзниците в Северна Африка. След преминаването на страната на съюзниците и ремонта през 1943 г. в САЩ, „Ришельо“ вече заедно с британските линкори обстрелва японските укрепления в британска Ост Индия.
След войната за превъоръжаването на линкора „Жан Барт“ е произведена още една партия от 9 оръдия. Оръдията са поставени по време на основните ремонти на „Ришельо“ и „Жан Барт“. Фактически тогава са направени и необходимите доработки в системите за стрелба и подаване на боеприпаси, неосъществени от французите по време на войната. Пет оръдия са съхранени и до днес и се демонстрират в експозиции на различни музеи и мемориали.

## История
380-мм оръдие модел 1935 г. е разработено за въоръжение на строящите се линейни кораби от типа „Ришельо“. Оръдията се поставят в две четириоръдейни кули, разположени в носовата част. Достроени са само два кораба – „Ришельо“ и „Жан Барт“. Според плановете след тях трябва да се заложат още два подобни кораба – „Клемансо“ и „Гаскон“, но за това пречи започналата война. „Клемансо“ е заложен, но до падането на Франция не е достроен, а след това строителството му е прекратено. „Гаскон“ се отличава с друго разположение на кулите – по една четириоръдейна кула на носа и на кърмата. Но той дори не е залаган. 380-мм оръдия също се разглеждат като един от вариантите за въоръжение на перспективните линкори от типа „Елзас“, но техният проект не минава даже стадия на ескизно проектиране. В някои източници се смята, че оръдията за тях трябва да получат индекса 380 mm/45 Model 1940.
Разработката и производството на оръдията е на арсенала в Руел (на френски: Fonderie de Ruelle). Всичко до примирието са произведени 21 оръдия. Всеки линкор трябва да бъде въоръжен с осем оръдия. Но напълно комплектован с оръдия е само линкора „Ришельо“. След провала на дюнкеркската операция французите извеждат от европейската част на Франция към африканските си пристанища всички способни да плават кораби. При „Ришельо“, към този момент, започва цикъла на изпитания на оръдията на главния калибър, но са направени само 6 изстрела. В полубоеготово състояние линкорът е спешно изпратен в Дакар. На борда му са натоварени 296 бронебойни снаряда и към тях само 198 части заряди (пълният заряд се състои от 4 части).
На линкора „Жан Барт“ до неговото бягство от Сен Назер в Казабланка успяват да поставят оръдия само на носовата кула № 1. Оръдия в кула № 2 няма. Две от тях се намират в Сен Назер. Едно успяват да натоварят на транспорта „Меканисиен Принсипал Лестин“ (на френски: Mécanicien Principal Lestin), второто, поради повреда в крана, не е натоварено. На излизане от залива транспорта е потопен от германската авиация. Заедно с него на дъното отива и оръдието. Второто оръдие е взето от немците в порта, третото – на половината път от Руел към Сен Назер. Четвъртото даже още не тръгва от Руел.
| История на оръдията довоенно производство | История на оръдията довоенно производство | История на оръдията довоенно производство | История на оръдията довоенно производство |
| № п/п                                     | Номер на оръдието                         | Планирано място на поставяне              | Съдба |
| ----------------------------------------- | ----------------------------------------- | ----------------------------------------- | --- |
| 1                                         | R-1936-1                                  | За изпитания в Руел                       | Пленено през 1940 г. Откарано в Норвегия. Демонстрира се във военноморската академия „Екол Навал“ в Ланвеок-Пулмик (на френски: École Navale Lanvéoc Poulmic).                                                                |
| 2                                         | R-1936-2                                  | „Ришельо“, кула № 1                       | По време на ремонта в САЩ, през 1943 г., е оставено на предишното си място. През 1950 г., след замяна на лайнера – в кула № 2 на „Ришельо“.                                                                                   |
| 3                                         | R-1936-3                                  | Хавър                                     | Пленено от немците през 1940 г. Откарано в Норвегия. |
| 4                                         | R-1936-4                                  | „Ришельо“, кула № 1                       | По време на ремонта в САЩ, през 1943 г., е оставено на предишното си място. През 1950, след замяна на лайнера – в кула № 2 на „Ришельо“.                                                                                      |
| 5                                         | R-1937-1                                  | „Жан Барт“, кула № 1                      | Поставено на „Жан Барт“, кула № 1. През 1943 е демонтирано и поставено на „Ришельо“, кула № 2. |
| 6                                         | R-1937-2                                  | „Ришельо“, кула № 1                       | По време на ремонта в САЩ, през 1943 г., е оставено на предишното си място. През 1950, след замяна на лайнера – в кула № 2 на „Ришельо“.                                                                                      |
| 7                                         | R-1937-3                                  | „Жан Барт“, кула № 1                      | Поставено на „Жан Барт“, кула № 1. В 1943 демонтивано и поставено на „Ришельо“, кула № 2. |
| 8                                         | R-1937-4                                  | „Жан Барт“, кула № 1                      | Поставено на „Жан Барт“, кула № 1. Остава на него до края на службата. |
| 9                                         | R-1937-5                                  | „Ришельо“, кула № 1                       | По време на ремонта в САЩ, през 1943 г., е оставено на предишното си място. През 1950, след замяна на лайнера – в кула № 2 „Ришельо“.                                                                                         |
| 10                                        | R-1937-6                                  | „Ришельо“, кула № 2                       | През септември 1940 г. взрив в ствола по време на Сенегалската операция. |
| 11                                        | R-1937-7                                  | „Жан Барт“, кула № 1                      | Поставено на „Жан Барт“, кула № 1. През 1943 демонтирано и поставено на „Ришельо“, кула № 2. |
| 12                                        | R-1937-8                                  | Хавър                                     | Пленено от немците през 1940 г. Откарано в Мепен. През 1950 г. поставено на „Ришельо“, кула № 1. |
| 13                                        | R-1937-9                                  | „Ришельо“, кула № 2                       | По време на ремонта в САЩ, през 1943 г., е оставено на предишното си място, но след войната е бракувано. |
| 14                                        | R-1937-10                                 | Хавър                                     | Демонстрира се в Хавър. |
| 15                                        | R-1938-1                                  | „Ришельо“, кула № 2                       | През септември 1940 г. взрив в ствола по време на Сенегалската операция. |
| 16                                        | R-1938-2                                  | „Жан Барт“, кула № 2                      | Не е поставяно. Пленено от немците в Руел през 1940. Откарано в Хановер. |
| 17                                        | R-1938-3                                  | „Ришельо“, кула № 2                       | През септември 1940 г. взрив в ствола по време на Сенегалската операция. |
| 18                                        | R-1938-4                                  | „Жан Барт“, кула № 2                      | Потъва през 1940 г. заедно с транспорта „Mécanicien Principal Lestin“ при Жиронд, през юни 1940 г. |
| 19                                        | R-1938-5                                  | Руел                                      | Пленено от немците в Руел през 1940 г. Откарано и поставено на една от батареите на Атлантическия вал в Октевил, където произвежда 40 изстрела. През 1950 г. е поставено на „Ришельо“, кула № 1. Днес се демонстрира в Брест. |
| 20                                        | R-1938-6                                  | „Жан Барт“, кула № 2                      | Не е поставяно. Пленено от немците в Сен Назер през 1940 г. Откарано в Норвегия. След войната, през 1950 г. е поставено на „Ришельо“, кула № 1.                                                                               |
| 21                                        | R-1938-7                                  | „Жан Барт“, кула № 2                      | Не е поставяно. Пленено от немците на пътя между Руел и Сен Назер през 1940 г. Откарано в Есен в заводите на Круп. |

Зарядите от щатния барут SD21 на намиращия се в Дакар „Ришельо“ стигат само за 49 изстрела. За попълване на боезапаса, по заповед на капитана на „Ришельо“ Марзена (на френски: Marzin), са направени заряди от барут SD19, резерва за 330-мм оръдия на „Страсбург“. „Ришельо“ е поставен при стената на причала, с оръдия по посока на морето. Част от екипажа е преведена в бреговите батареи. По време на сенегалската операция на „Ришельо“ му се налага да води бой с дотогавашните си съюзници. На 24 септември той обстрелва британските линкори „Баръм“ (HMS Barham) и „Резолюшън“ (HMS Resolution). Огъня се води само от кула № 2. Стрелбата води до плачевни резултати. При първия залп в оръдие № 7 се взривява снаряда и то е разцепено – от кулата остава да стърчи само охапка с дължина няколко метра. На третия залп излиза от строя и оръдие № 8. След изстрела от затвора излиза пламък и то се заклинва. Както показва последващото обследване, се образува издуване на ствола и е разрушена нарезката на дължина 8 метра. Стрелбата на оръдия № 5 и 6 макар и да продължава, е безрезултатна. На следващия ден е приведена в работно състояние кула № 1 и огъня се води от нея. Според данните на някои източници „Ришельо“ има един близък разрив при борда на „Баръм“ с повреждане на була в района на кула на главния калибър № 2.
След боя, при опит да се разреди оръдие № 5, то също получава повреди, сходни с повредите при оръдие № 8. Всичко за три дни „Ришельо“ изразходва 24 380-мм снаряда и се лишава от три оръдия на главния калибър. След десанта, през 1943 г., на съюзните войски в Африка, „Ришельо“ отплава за ремонт в САЩ. За щастие, люлките на оръдията са цели, за това трите повредени оръдия са заменени със свалени от „Жан Барт“. Основният проблем е отсъствието на щатните снаряди OPfK Mle 1936. Независимо от споменаването в някои източници, че оръдията са разточени до калибър 381 мм, това не съответства на действителността. За попълване на боезапаса е дадена поръчка за производството на 380-мм снаряди към компанията US Crucible Steel Company. Снарядите се произвеждат с помощта на чертежи, донесени от Дакар, и по конструкция са сходни с френските. Изпитанията се провеждат с помощта на четвъртото оръдие от „Жан Барт“ на полигона в Далгрен. Снарядът получава обозначението OPfK Mle 1943. Производство се осъществява на три партиди. Отначало през май 1943 г. са поръчани две партии по 500 и 430 снаряда. По-късно са поръчани още 600. Първата партия снаряди е доставена в Скапа Флоу, където по това време се намира „Ришельо“, в началото на март 1944 г. Заедно с тях са доставени и американски заряди барут.
В заключителния етап на войната „Ришельо“ се използва, заедно с британски линкори, за обстрел на крайбрежието на Азиатския театър на бойните действия. По-голямата част от зарядите, към това време, са нещатните – три четвърти са американските и зарядите от SD19. В процеса на експлоатация се проявяват два проблема. Първия проблем е показаната ненадеждност на взривателите. След десанта в Сабанг част от снарядите са открити невзривени. Към това полубронебойните снаряди добре подхождат само за обстрел на бетонирани укрепления. За това във Великобритания са поръчани нови фугасни снаряди, получили обозначението OEA Mle 1945. Учебните стрелби и докладите от въздушното наблюдение при бомбардировките на брега показват и втория проблем. При стрелба на полузалпове е прекалено голямо разсейването на снарядите. При стрелба на далечини от 16 000 – 25 000 м разсейването между първия и втория падащи снаряди достига 450 метра, а в същото време при британския линкор „Куин Елизабет“, за неговите 381-мм оръдия, този показател съставлява 250 метра. Първоначално този проблем е решен за сметка преход към единична стрелба, което води до намаляване на разсейването до 270 метра. Окончателно проблема е решен едва след войната, с помощта на поставяне на намотки за задръжка на изстрела и модернизация на системите за подаване.
| История на оръдията следвоенно производство | История на оръдията следвоенно производство | История на оръдията следвоенно производство |
| № п/п                                       | Номер на оръдието                           | Място на поставяне                          |
| ------------------------------------------- | ------------------------------------------- | ------------------------------------------- |
| 22                                          | R-1945-1                                    | Оставено за изпитания в Руел и Хавър        |
| 23                                          | R 1945 – 2                                  | „Жан Барт“, кула № 1                        |
| 24                                          | R 1946 – 1                                  | „Жан Барт“, кула № 1                        |
| 25                                          | R 1946 – 2                                  | „Жан Барт“, кула № 1                        |
| 26                                          | R 1946 – 3                                  | „Жан Барт“, кула № 2                        |
| 27                                          | R-1947-1                                    | „Жан Барт“, кула № 2                        |
| 28                                          | R-1947-2                                    | „Ришельо“, кула № 1                         |
| 29                                          | R-1947-3                                    | „Жан Барт“, кула № 2                        |
| 30                                          | R-1947-4                                    | „Жан Барт“, кула № 2                        |

Част от пленените оръдия немците се опитват да използват в бреговите си батареи. Три оръдия са откарани в Норвегия, на батареята във Вардаасен (на норвежки: Vardaasen) близо до Осло. Но до края на войната батареята така и не е проведена в боеготово състояние. Оръдията се връщат във Франция през 1949 г. и са използвани при основния ремонт на „Ришельо“. Едно от оръдията е поставено в Октевил и влиза в т. нар. „Атлантически вал“, като произвежда около 40 изстрела. За замяната на износените оръдия на „Ришельо“ и въоръжаването на „Жан Барт“ в периода 1945 – 1947 г. са произведени още 9 оръдия. Едно от тях се използва за изпитания, а останалите са поставен на линкорите.
По време на основния ремонт на „Ришельо“ в Брест, през 1950 – 1951 г., са заменени всички оръдия. В кула № 1, в лявата група е поставено ново, произведено през 1947 г. и възстановено със замяна на лайнера оръдие, което по време на войната е отведено от немците в Мепен. В дясната кула са поставени оръдията, използвани от немците на бреговите батареи в Норвегия и Октевил. На снетите от кула № 1 оръдия са заменени лайнерите, и след това те са поставени в кула № 2.
| Разпределение на оръдията по кулите на корабите (реда на оръдията в кулата не е определен) | Разпределение на оръдията по кулите на корабите (реда на оръдията в кулата не е определен) | Разпределение на оръдията по кулите на корабите (реда на оръдията в кулата не е определен) | Разпределение на оръдията по кулите на корабите (реда на оръдията в кулата не е определен) | Разпределение на оръдията по кулите на корабите (реда на оръдията в кулата не е определен) | Разпределение на оръдията по кулите на корабите (реда на оръдията в кулата не е определен) |
| Кула                                                                                       | „Ришельо“ 1940                                                                             | „Ришельо“ 1943                                                                             | „Ришельо“ 1950                                                                             | „Жан Барт“ 1940                                                                            | „Жан Барт“ 1949                                                                            |
| ------------------------------------------------------------------------------------------ | ------------------------------------------------------------------------------------------ | ------------------------------------------------------------------------------------------ | ------------------------------------------------------------------------------------------ | ------------------------------------------------------------------------------------------ | ------------------------------------------------------------------------------------------ |
| Кула № 1                                                                                   | R 1936 – 2                                                                                 | R 1936 – 2                                                                                 | R 1947 – 2                                                                                 | R 1937 – 1                                                                                 | R 1937 – 4                                                                                 |
| Кула № 1                                                                                   | R 1936 – 4                                                                                 | R 1936 – 4                                                                                 | R 1938 – 5                                                                                 | R 1937 – 3                                                                                 | R 1945 – 2                                                                                 |
| Кула № 1                                                                                   | R 1937 – 2                                                                                 | R 1937 – 2                                                                                 | R 1938 – 6                                                                                 | R 1937 – 4                                                                                 | R 1946 – 1                                                                                 |
| Кула № 1                                                                                   | R 1937 – 5                                                                                 | R 1937 – 5                                                                                 | R 1938 – 8                                                                                 | R 1937 – 7                                                                                 | R 1946 – 2                                                                                 |
| Кула № 2                                                                                   | R 1937 – 6                                                                                 | R 1937 – 1                                                                                 | R 1936 – 2                                                                                 | R 1938 – 2                                                                                 | R 1946 – 3                                                                                 |
| Кула № 2                                                                                   | R 1937 – 9                                                                                 | R 1937 – 9                                                                                 | R 1936 – 4                                                                                 | R 1938 – 4                                                                                 | R-1947-1                                                                                   |
| Кула № 2                                                                                   | R 1938 – 1                                                                                 | R 1937 – 3                                                                                 | R 1937 – 2                                                                                 | R 1938 – 6                                                                                 | R-1947-3                                                                                   |
| Кула № 2                                                                                   | R 1938 – 3                                                                                 | R 1937 – 7                                                                                 | R 1937 – 5                                                                                 | R 1938 – 7                                                                                 | R-1947-4                                                                                   |

## Конструкция на оръдието
Конструкцията на оръдието има в себе си редица както прогресивни, така и традиционни, за френските оръдия, решения. Както и всички морски оръдия след 1922 г., 380-мм оръдие модел 1935 г. е произведено с използването на технологията за автофретиране. Традиционно за френския флот ствола представлява вътрешна тръба, обвита с голям брой скрепяващи пръстени. В процеса на сглобяване скрепяващите пръстени се нагряват, надяват се върху вътрешната тръба на ствола и се охлаждат. След това вътрешната част на ствола се подлага на въздействието на хидравлично налягане от няколко хиляди кг/см² (автофретиране). За сметка на това пренапрегване металът се закалява и се повишава предела му на здравина, а съответно и неговата съпротивляемост на вътрешното налягане.
|  | A. Казенна част на оръдието. B. Муфа на казенника. C. Дулна част на оръдието. D. Камера. E. Нарезна част на ствола. | 1. Казенник. 2. Втулка на затвора. 3. Гнездо на буталото. 4. Автофретирана вкладна цев. 5. Автофретирани скрепяващи пръстени. 6. Стопорен пръстен. 7. Кожух от автофретирани пръстени. 8. Дулна втулка. 9. Автофретирана вътрешна тръба. 10. Нарези. |

Съдейки по архивните данни, има два варианта за конструкция на ствола:
- Mle 1935 C/35, състоящ се от 31 части – вътрешна тръба, казенник, затворно гнездо, 20 скрепяващи пръстени,[Коментари 8] стопорен пръстен, кожух от четири пръстена, дулна втулка и степенна вкладна цев, закрепена във вътрешната тръба с помощта на стопорен пръстен.
- Mle 1935 C/36, състоящ се от 20 части – броя на скрепителните пръстени е намален на 10, и кожуха вместо от четири се състои само от три пръстена.

Има налични данни само за общия брой на произведените оръдия, данни за броя на оръдията от първата или втората модификация липсват.
Бутален затвор система Уелин с автоматично отваряне нагоре, при отката на оръдието. Затворът има хидропневматичен механизъм и система от противотежести. Времето за затваряне и отваряне на канала на ствола е еднакво и съставлява по 3,5 секунди. Автоматичният заключващ механизъм е снабден с пълнител за 10 запални тръбички.
| Характеристики на оръдието      | Характеристики на оръдието                    |
| ------------------------------- | --------------------------------------------- |
| Обозначение                     | 380 mm/45 Model 1935                          |
| Калибър, мм                     | 380                                           |
| Дължина на ствола, мм           | 17 882                                        |
| Дължина на канала на ствола, мм | 17 257                                        |
| Дължина на нарезната част, мм   | 14 157                                        |
| Маса на ствола със затвора, кг  | 94 130                                        |
| Нарези                          | 80 броя, 3,7 мм дълбочина и 8,9 мм ширина     |
| Извивка на нарезката            | постоянна – 1 оборот на дължина 25,57 калибра |
| Обем на камерата, дм³           | 456,6                                         |
| Тип на затвора                  | Бутален затвор на Уелин                       |
| Принцип на зареждане            | картузно                                      |
| Скорострелност, изстрела/минута | 1,2 – 2,2                                     |

## Артилерийски установки
Проектирането на линкорите от типа „Елзас“ не излиза от рамките на ескизни проекти, поради това подробности за планираните за тях установки няма. В качеството на варианти са разглеждани четири- и триоръдейни установки. Според данните на Джордан/Дюма е избран триоръдейният вариант, но неговата разработка така и не започва. Също в литературата не се среща и описание на конструкцията на установките за бреговите батареи.
За линкорите от типа „Ришельо“, от завода в Сен Шамоне, са разработени четириоръдейни установки. Четириоръдейната кула е избрана поради съществената икономия на тегло. Според разчетите за теглото, отнасящо се до въоръжение от осем 380-мм оръдия в две кули, то е 4952 т, а девет оръдия в три кули тежат вече 6945 т. По същество 380-мм кули са увеличен вариант на четириоръдейната 330-мм кула на линкорите от типа „Дюнкерк“. Това значително намалява сроковете за разработване на новите установки, но води след себе си и редица сложности.
Принципиална разлика спрямо 330-мм установки става използването на ролкови погони на кулите вместо с топчета. Кулата е разделена от 45-мм бронирана преграда фактически на две полукули. Разстоянието между осите на вътрешните оръдия съставлява 2,95 м. Между осите на оръдията вътре в полукулите то е 1,95 м. Всяка полукула се обслужва от два собствени снарядни и зарядни погреби. Тяхното разположение е нетрадиционно за линкорите. Погребите на едната полукула са разположени на една палуба – снарядните пред и зарядните зад основите на полукулата. За лявата полукула погребите се намират с една палуба нагоре, отколкото при дясната. Максималната вместимост на погребите съставлява 832 бронебойни снаряда – боезапасът е по 104 изстрела на оръдие.
Независимо от това, че в някои източници се счита, че кулите са разчетени за цикъл на стрелба от 25 с, реалната скорострелност, през пролетта на 1940 г., съставя не повече от 1,3 изстрела в минута. Пълният заряд барут за оръдията е разделен на четири части. Снарядите и зарядите от погребите се качват в претоваръчното отделение с помощта на кофени подемници, по един за всяка полукула. Нататък те се поставят на горните триетажни легла. Снаряда се разполага отдолу, а отгоре са две нива с по двете части от заряда. Всяко оръдие се обслужва от индивидуално легло. Елеватор качва леглото в бойното отделение, където с помощта на верижен „полугъвкав“ досилател снаряда се подава в камерата и след него – частите на заряда. Пълното време за поставянето съставлява 13,5 секунди. Затворът се затваря хидропневматично и автоматически се отваря нагоре при отката на оръдието. Времето за затваряне и отваряне на затвора съставлява по 3,5 секунди.
Въртенето на кулите и подема на стволовете става от електромотори система Леонард с хидравлично задвижване. Всяко оръдие си има собствена люлка, но за двата ствола в полукулата има само един мотор, макар за всяко оръдие и да има своя механична трансмисия. Това теоретично позволява разделното вдигане и спускане на оръдията в едната полукула, но в ограничен диапазон. На практика обичайно зареждането и стрелбата от оръдията в една полукула се осъществява едновременно. При това по време на стрелби през 1944 г. се проявява прекалено голямо разлитане на снарядите поради тяхното взаимно влияние при изстрела. При стрелба на далечини от 16 000 – 25 000 м разлета между първия и втория снаряд достига 450 метра, като в същото време за 381-мм оръдия на британския линкор „Куин Елизабет“ този показател съставлява 250 метра. През март 1948 г., по време на ремонта в Шербур на „Ришельо“, по американски пример, в кулите са постановени намотки за задържане на изстрела. Външните оръдия стрелят със задръжка от 60 мс. Това дава резултат. По време на последващи стрелби в Мерс ел-Кебир, с използване на бронебойни снаряди и пълни заряди, без използването на намотките за задържане, максималното разсейване на снарядите съставя 1710 метра на далечина 25 000 м, средното – 950 метра. С тяхното използване цифрите са 577 и 300 м съответно. Тези показатели са оценени като удовлетворителни, отчитайки, че оръдия са износени – средно към този момент те са произвели по 150 изстрела всяко. По време на основния ремонт на „Ришельо“ в Брест в периода 1950 – 1951 г. намотките за задържане са премахнати, като спусъковите устройства за външните оръдия са доработени за получаването на 60-мс задръжка. Устройствата за подаване и презареждане са доработени, и цикъла на стрелба се съкращтава от 45 до 32 секунди.
Подаването теоретически може да се осъществява в произволен ъгъл на възвишение – дори до максималния от 35°. Но по време на презареждането, при стрелба на съседните оръдия, често стават заяждания, за това на практика зареждането обикновено се осъществява при постоянен ъгъл на възвишение от 15°. И вертикалната, и хоризонталната трансмисия имат дистанционно управление (RPC). Но системата Sauter-Harle-Blondel не оправдава възлаганите на нея надежди. Както и за 330-мм оръдия на „Дюнкерк“, тя не осигурява изискваната точност, за това е необходимо да се правят ръчни корекции. В крайна сметка се отказват от използването на това управление.
| Характеристики на АУ за линкорите от типа „Ришельо“ | Характеристики на АУ за линкорите от типа „Ришельо“                         |
| --------------------------------------------------- | --------------------------------------------------------------------------- |
| Обща маса, кг                                       | 2 476 000                                                                   |
| Брой стволове                                       | 4                                                                           |
| Разстояние между осите на вътрешните оръдия, мм     | 2950                                                                        |
| Разстояние между осите на оръдията в полукулата, мм | 1900                                                                        |
| Дължина на отката, мм                               | 1325                                                                        |
| Ъгъл на подем на ствола, °                          | −5/+35                                                                      |
| Ъгъл на завъртане, °                                | −150/+150 за първата и −156/+156 за втората кула, за „Гаскон“ −137,5/+137,5 |
| Максимална скорост на ВН, °/с                       | 5,5                                                                         |
| Максимална скорост на ХН, °/с                       | = 5                                                                         |
| Максимална далечина на стрелбата                    | 41 700 (+35°)                                                               |
| Брониране, мм                                       |                                                                             |
| чело                                                | 430                                                                         |
| борд                                                | 300                                                                         |
| тил                                                 | 250                                                                         |
| покрив                                              | 170 – 195                                                                   |

## Боеприпаси
Първоначално в боекомплекта на линкорите влиза само един тип снаряд – бронебоен модел 1936 г. Френско обозначение: 380 mm OPfK Mle 1936. OPfK е съкращение от на френски: Obus de Perforetion – бронебоен снаряд. Литерата „K“ е съкращение от kolorant, означава, че снарядът има боя за обозначаване с цвят на разривите на снаряда. Конструктивно е сходен с 330 mm OPfK Mle 1935 за „Дюнкерка“, но се различава с по-малкото относително тегло на взривното вещество.
Това е 890-кг снаряд с голяма дължина, с бронебойно калпаче и балистичен наконечник за намаляване на аеродинамичното съпротивление. Масата на аеродинамичното калпаче е 84 кг. Снарядът има три водещи пояса. Отличителната черта на снаряда е стеснението в района на дъното, поради което снарядът е неустойчив при поставянето му на дъно и се съхранява и подава само в хоризонтално положение. Разривния заряд се състои от 21,9 кг тринитрофенол и динитронафталин – 2,5% от теглото на снаряда. В носовата част, под балистичното калпаче се разполага оцветяващото вещество и към него специален взривател – dispositif 'K'. При попадение в цел се боядисва разрива, при падане във водата се оцветява плисъка. При коригирането на стрелбата това позволяло да се различават не само плясъците от собствените изстрели, при груповата стрелба на няколко кораба, но и попаденията. Снарядите за „Ришельо“ имат жълт оцветител, за „Жан Барт“ – оранжев. Дънната втулка, по конструкция, се отличава от 330-мм снаряд и има четири кухини за разполагане на отравящи вещества. Тази възможност никога не е използвана, но служи за причина на разривите на три оръдия на „Ришельо“ в Дакар през 1940 г.
Изхождайки от описанията при Джордан и Дюма може да се направи извода, че този снаряд носи двудиапазонен взривател. Този взривател придава на снаряда възможност да се използва като бронебоен и полубронебоен. Работата е в това, че за пробиване на дебела и тънка броня е нужно настройването на взривателя на различно време за сработване. За максимален ефект снаряда трябва да се взриви вътре в корпуса на кораба на противника, на няколко метра зад бронята. Но при пробиването на дебела броня снаряд губи време за преминаването си през бронята и изисква по-голямо време на настроената задръжка на взрива. Ако с такава задръжка снаряд попадне в лекобронирана част на корпуса, той ще успее да я пробие проходно и се взривява вече зад пределите на корпуса. За своевременното детониране е необходимо настройването на по-късо забавяне на взрива. На свой ред ако такъв снаряд попадне в дебела броня, той не успява да я премине и се взривява отвън, отслабвайки бойната ефективност на снаряда. Французите разработват взривател, който при сблъсък с преграда сам определя необходимото време на задръжка. Неговото действие се основава на това, че при стълкновението с дебела броня снаряда изпитва значителни отрицателни претоварвания. Механически, като част от взривателя, има тежък пръстен-втулка. При стълкновение с лека преграда тя се премества минимално и оставя открити набора големи отвори № 1, през които горещите възпламеняващи газове от взривателя преминават към заряда, и времето на задръжка е минимално. При стълкновение със здрава преграда втулката се премества нататък, затваряйки болшинството отверстия на набор № 1 и отваряйки набора отвори № 2, които са с по-малък диаметър и газът преминава по-бавно, увеличавайки времето за задържане.
| Снаряд OPfK Mle 1936 | Снаряд OPfK Mle 1936 | Снаряд OPfK Mle 1943 | Снаряд OPfK Mle 1943 |
| -------------------- | --- | -------------------- | --- |
|                      | 1. Взривател dispositif 'K'. 2. Съд с оцветяващо вещество. 3. Балистичен накрайник (аеродинамичен обтекател). 4. Бронебойно (макаровско) калпаче. 5. Тяло на снаряда. 6. Водещи пояси. 7. Дънен взривател. 8. Кухина за съд с отровно вещество. 9. Дънна втулка. |                      | 1. Балистичен накрайник (аеродинамичен обтекател). 2. Бронебойно (макаровско) калпаче. 3. Тяло на снаряда. 4. Заряд ВВ. 5. Водещи пояси. 6. Дънен взривател. 7. Дънна втулка. 8. Оче на снаряда. |

През 1943 г. на американската компания Crucible Steel са поръчани снарядите, които получават във френския флот обозначението 380 mm OPfK Mle 1943. По външни размери този снаряд повтаря френския снаряд, но е направен с адаптация към американските технологии. Фактически по вътрешното си устройство той е повече сходен с американския 356-мм снаряд – с тежко бронебойно калпаче и опростена дулна втулка с използването на американски взривател с една програма за времето на задръжка. Той е с 8,5 мм по-къс и има бронебоен накрайник с тегло 14% от масата на снаряда и закръгление в края, което му позволява по-добре да работи при падение в целта под голям ъгъл.
Балистичният накрайник по американската схема има два пояса втулки, в които може да се поставят 0,68 кг боядисващо вещество. Това е достатъчно за оцветяването на плясъците, но лишава от възможността да се различават попаденията. В дънната втулка са премахнати кухините за отровни вещества и е поставен трасьор Mark 5 и дънен взривател Mark 21 с постоянно време на задръжка от 0,033 с. Като взривно вещество снарядът има 20,14 кг амониев пикрат (explosive D). Неговата относителна маса от 2,27% е малко по-голяма от обичайното за бронебойните снаряди на САЩ от 1,5%.
Първоначално в състава на боекомплекта за 380-мм оръдия на „Ришельо“ няма фугасни снаряди. Към края на войната френския линкор, съвместно с британските, започва да се привлича за обстрели на крайбрежията. За това по-добре подхождат фугасните снаряди, и във Великобритания са поръчани фугасни снаряди, които получават обозначението 380 mm OEA Mle 1945 – фугасен снаряд модел 1945 (Obus Explosif en Acief – фугасен снаряд). След войната в боекомплекта също влизат снарядите модел 1949 г. френско производство – 380 mm OEA Mle 1949.
| Характеристики на 380-мм снаряди | Характеристики на 380-мм снаряди | Характеристики на 380-мм снаряди | Характеристики на 380-мм снаряди | Характеристики на 380-мм снаряди | Характеристики на 380-мм снаряди |
|                                  | OPfK Mle 1936                    | OPfK Mle 1936                    | OPfK Mle 1943                    | OPE Mle 1945                     | OPE Mle 1949                     |
|                                  | 1940                             | 1957                             | OPfK Mle 1943                    | OPE Mle 1945                     | OPE Mle 1949                     |
| -------------------------------- | -------------------------------- | -------------------------------- | -------------------------------- | -------------------------------- | -------------------------------- |
| Тип на снаряда                   | бронебоен                        | бронебоен                        | бронебоен                        | фугасен                          | фугасен                          |
| Дължина, мм                      | 1900,5                           | 1900,5                           | 1882                             |                                  |                                  |
| Маса, кг                         | 890                              | 890                              | 885                              | 884                              | 879                              |
| Заряд ВВ, кг                     | 21,9                             | 21,9                             | 20                               | н/д                              | н/д                              |
| Тип на метателния заряд          | пълен, 288-кг SD21               | пълен, намален                   | пълен, намален                   | пълен, намален                   | понижен                          |
| Начална скорост, м/с             | 830                              | 800                              | 800                              | 800                              | 632                              |
| Максимална далечина, м           | теоретична 41 500, реална 37 800 | 36 500                           | 36 500                           | 36 500                           | 24 800                           |

Като щатен заряд метателно вещество се използва барут SD21. Зарядът се състои от четири части барут в копринени картузи, с обща маса 288 кг. С помощта на този заряд на щатния бронебоен снаряд модел 1936 г. с маса 890 кг се съобщава начална скорост от 830 м/с. Теоретически при максималния ъгъл на възвишение 35° това осигурява максимална далечина на стрелбата от 41 500 м. Практическата достигната е 37 800 м. При бягството в Дакар на борда на „Ришельо“ се намират само 49 пълни заряда барут. За да се реши този проблем, са използвани съхраняващите се в Дакар запаси барут SD19 за линкорите тип „Дюнкерк“. Общата маса на заряда не е известна, но при неговото използване се достига по-ниска начална скорост и по-голямо разсейване на снарядите. Освен това, след разрива на снаряди в ствола през 1940 г. в Дакар, масата на заряда е намалена, което води до падането на началната скорост до 785 м/с.
През 1943 г. заедно с американските снаряди са поръчани и барутни заряди американско производство. Заряда се състои от барут 420 CI, общата му маса е неизвестна днес. През юли 1944 г. минимум три четвърти от зарядите на борда на „Ришельо“ са зарядите американско производство и SD19. Както вече се спомена, зарядите SD19 имат недостатъчна мощност. А зърната на американския барут са във вид на къси пръчици. При използването им големите френски заряди това води до това, че зарядите не съхраняват своята форма. И в системите за подаване това води до чести засичания. За това французите предпочитат да използват барута собствено производство SD21.
Барутите марки SD се произвеждат от барут с нелетливи разтворители. В основата на този барут залягат германски разработки от времето на Първата световна война. Барута се състои от 64 – 65% нитроцелулоза, 25% нитроглицерин и 8 – 9% централит. Барутът обладава понижена взривоопасност, наистина, при това се влошава и неговата топлотворна способност – калорийността е 800, Т 2600 °K (при по-старите барути марки BM – 870 и 3020 – 3030 °K съответно). Зърната на барута SD19 представляват тръбички с външен диаметър 14 мм и вътрешен 4. Размерите на тръбния барут SD21 не са точно известни, но видимо дебелината на свода (разликата между външния и вътрешните радиуси) съставлява 5,7 мм.
| Боекомплект на линкорите от типа „Ришельо“   | Боекомплект на линкорите от типа „Ришельо“ | Боекомплект на линкорите от типа „Ришельо“ | Боекомплект на линкорите от типа „Ришельо“ |
|                                              | OPfK Mle 1936                              | OPE Mle 1945                               | Части заряди (4 части – пълен заряд)       |
| -------------------------------------------- | ------------------------------------------ | ------------------------------------------ | ------------------------------------------ |
| Максимален по проект                         | 832                                        |                                            | 3328?                                      |
| „Ришельо“, юни 1940 при отплаването от Брест | 296                                        |                                            | 198                                        |
| „Ришельо“, април 1943                        | 407                                        |                                            | 373                                        |
| „Жан Барт“, януари 1957                      | 328                                        | 406                                        | 3000                                       |

След сериозните повреди от 24 и 28 септември 1940 г. на оръдия № 5, 7 и 8 във втората кула на линкора „Ришельо“, е проведено специално разследване. Повредите и за трите оръдия са сходни. При изстрела пламъкът се измъква през затвора, системата на електрозапала е отнесена напълно от фронта на пламъка и затворът се заклинива или работи с голяма трудност. Кожухът на оръдията се издува, скрепяващите пръстени се разместват от своите места с 4 – 12 мм. Вътрешната част на ствола има яйцеобразно издуване. Нарезката се запазва в участъка от издуването към казенната част и е разрушена в участъка от издуването към дулния срез. Характерните повреди говорят за това, че те са нанесени от взривилия се в ствола снаряд. Внимателното изучаване показва, че причината се крие във въздействието на дулните газове върху дънната част на снаряда.
Проведени са ред изпитания на брега и в Тулон, на борда на стария броненосец „Condorcet“. Изпитания се провеждат със заряди барут SD19 и SD21, използвани и на борда на „Ришельо“. Снарядите са създадени за налягане в ствола от 3200 кг/см². Обаче на 24 септември 1940 г. барута в погреба на „Ришельо“ има анормално висока температура от 40 °C. Повишената начална температура на барута води до значителен ръст на налягането по време на изстрела, което според разчетите достига значение от 3700 кг/см². Но даже това повишено налягане не трябва да приведе до авария, тъй като снарядите са проектирани с коефициент на запас от здравина. За това е обърнато внимание на конструкцията на дънната част на снаряда.
В бронебойния снаряд модел 1936 г. има четири кухини за разполагане на отравящи вещества. Тези кухини откъм дънната част се закриват с тапи на винт. По формата си това са шайби с дебелина от 10 мм и издатини с дебелина 5 мм отстрани. Изпитанията показват, че при снети тапи снарядите издържат налягане 4200 кг/см². Обаче при поставени на мястото им тапи тяхното разрушаване става още при налягане от 2800 кг/см². Осколките от тапите пробиват или сериозно деформират горните стени на кухините. Случва се тяхното разрушаване, и горещите дулни газове преминават през взривателя и запалват заряда ВВ. Става взрив на снаряда в ствола.
Въпреки данните на някои източници причината за разрива изобщо не е в използването на зарядите SD19. На 24 септември са използвани всъщност щатните заряди SD21, и напротив на следващия ден използването на зарядите SD19 не води след себе си до никакви разриви на снаряди. Единственият проблем при зарядите SD19 става значителното намаляване на началната скорост на снаряда. За зарядите SD21 началната скорост съставлява 830 м/с при налягане през този ден от 3700 кг/см². За зарядите SD19 началната скорост се оказва 785 м/с – значително по-ниска от очакваната 805 м/с. При това налягането достига 3200 кг/см². Недостатъчната мощност на зарядите SD19 опазва кула № 1 от разриви в стволовете, но води до трудности при управление на стрелбата. Снарядите по-ниска начална скорост падат пред целта.
За да се поправи положението, кухините са запълнени с цимент и се закриват с по-здрави капачки. Изпитанията показват, че такава конструкция издържа налягане от 6000 кг/см². Използването на зарядите SD21 отново става възможно, но поради повишената начална температура на барута комисията препоръчва да се снижи масата на заряда, за да се осигури начална скорост 785 м/с вместо щатните 830 м/с. Изводите на комисията се проточват, и отчетът ѝ е предоставен на поръчителя едва на 10 април 1942 г. С цел проверка на направените модификации са проведени тестови стрелби от оръдие № 6 във втората кула на „Ришельо“.
| Схема на взрива на снаряда в ствола при „Ришельо“ от 24 септември 1940 г. | Схема на взрива на снаряда в ствола при „Ришельо“ от 24 септември 1940 г. |
| ------------------------------------------------------------------------- | --- |
|                                                                           | 1. Свръхналягането при изгарянето на зарядите барут SD21 достига стойност 3700 кг/см². Разрушават се тапите, закриващи кухините за отравящи вещества. 2. Осколки от разрушеното капаче попадат върху предната стена на кухината, и тя се разрушава. 3. Горещите барутни газове от камерата преминават през кухината и взривателя. 4. Горещите газове контактуват със заряда ВВ, което води до взрив на снаряда в ствола. |

## Съхранени екземпляри
Всичко са произведени 21 оръдия от довоенната и 9 оръдия от следвоенната серия. Следвоенните оръдия не са съхранени. По състояние към началото на 2014 г. са съхранени пет оръдия довоенно производство, демонстриращи се в експозициите на музеи.
Оръдието R-1938-5, използвано от немците при отбраната на Атлантическия вал и последваща служба в кула № 1 на линкора „Ришельо“, се демонстрира в Брест, около моста Рекувранс (на френски: Pont de Recouvrance). Оръдието R-1937-10 се демонстрира в Хавър. Едно от откараните в Норвегия от немците оръдия – R-1936-1 – се демонстрира във френската военноморска академия „Екол Навал“ (на френски: École Navale), разположена в Ланвеок-Пулмик, в южната част на залива, в северната част на който се намира Брест. Четвърто оръдие – R-1936-2, от „Ришельо“, може да се види в арсенала на Руел. Едно от свалените от „Ришельо“ оръдия е използвано от италианския флот за изпитания на високоскоростни снаряди. То може да се види в експозицията на военноморския арсенал в Специя.

## Аналози
Френските линкори не успяват да преминат целия цикъл на изпитания преди началото на Втората световна война, и за това не успяват да се излекуват от редица „детски болести“. Така например, главният им калибър се намира фактически в полубоеготово състояние. При отплаването на „Ришельо“ от Дакар системите за подаване на боеприпаси в кулите фактически не работят. Разривите на снарядите в стволовете на оръдията, от 24 септември 1940 г., показват, че новите снаряди не са изпробвани и за това не е своевременно изявен конструктивният им дефект в техните дънни части. Също голям проблем за френския флот става загубата на производствени бази и принудителния преход към заряди от барут SD19 с по-лоши характеристики, отколкото на щатния SD21. Оръдията на „Ришельо“ водят стрелба на 24 и 25 септември 1940 г. по британските линкори „Куин Елизабет“ и „Ривендж“ в Дакар. „Жан Барт“ участва в дуел с американския „Масачузетс“ на 8 ноември 1942 г. в Казабланка. И макар французите да нямат попадения е трудно да се съди за тяхната бойна ефективност, ако французите, както британците и американците, имаха възможност да доработят своите оръдия.
| Разчетни показатели за бронепробиваемост в мм на американска броня клас „A“ – борд / клас „B“ – палуба, на дистанция | Разчетни показатели за бронепробиваемост в мм на американска броня клас „A“ – борд / клас „B“ – палуба, на дистанция | Разчетни показатели за бронепробиваемост в мм на американска броня клас „A“ – борд / клас „B“ – палуба, на дистанция | Разчетни показатели за бронепробиваемост в мм на американска броня клас „A“ – борд / клас „B“ – палуба, на дистанция | Разчетни показатели за бронепробиваемост в мм на американска броня клас „A“ – борд / клас „B“ – палуба, на дистанция | Разчетни показатели за бронепробиваемост в мм на американска броня клас „A“ – борд / клас „B“ – палуба, на дистанция | Разчетни показатели за бронепробиваемост в мм на американска броня клас „A“ – борд / клас „B“ – палуба, на дистанция | Разчетни показатели за бронепробиваемост в мм на американска броня клас „A“ – борд / клас „B“ – палуба, на дистанция | Разчетни показатели за бронепробиваемост в мм на американска броня клас „A“ – борд / клас „B“ – палуба, на дистанция | Разчетни показатели за бронепробиваемост в мм на американска броня клас „A“ – борд / клас „B“ – палуба, на дистанция |
| Линкор | Оръдие | 0 км | 5 км | 10 км | 15 км | 20 км | 25 км | 30 км | 35 км |
| --- | --- | --- | --- | --- | --- | --- | --- | --- | --- |
| „Ришельо“ | 380 mm/45 Modèle 1935                                                                                                | 935 | 779/19 | 630/38 | 514/57 | 421/78 | 355/98 | 301/136 | 259/217 |
| „Кинг Джордж“ | 14″/45 Mk VII | 800 | 677/19 | 565/36 | 477/57 | 405/76 | 353/102 | 277/152 | 190/314 |
| „Вангард“ | 15″/42 Mk I/N | 866 | 728/20 | 604/39 | 507/60 | 428/82 | 368/115 | 280/180 | |
| „Бисмарк“ | 38 cm/52 SKC/34 | 894 | 747/18 | 622/35 | 518/53 | 431/69 | 356/89 | 293/129 | 240/195 |
| „Виторио Венето“ | 38,1 cm/50 Ansaldo 1934                                                                                              | 904 | 783/18 | 670/34 | 573/52 | 488/69 | 428/89 | 373/116 | 311/187 |
| „Норт Каролина“ | 16″/45 Mk 6 | 770 | 661/23 | 560/49 | 479/73 | 413/102 | 354/139 | 296/243 | |

В сравнение с европейските аналози от същия калибър, табличните данни за френското оръдие се намират на достатъчно високо ниво. При стрелба от едно оръдие разсейването е сравнимо с разсейването на британското 381-мм оръдие. При това бронепробиваемостта на френското оръдие е по-висока, отколкото на 52-калибреното немско 380-мм оръдие на всички дистанции. Британското 381-мм оръдие води само при пробиването на палубите на дистанции над 27 км, рядко срещащи се в реални сражения. Италианското 381-мм оръдие, благодарение на по-тежкия си снаряд с по-голяма начална скорост, обладава по-голяма далечина и по-добри характеристики за бронепробиваемост при пробиване на вертикалния пояс, но отстъпва при пробиването на палубите (а тази характеристика е по-важна по време на Втората световна война). Още повече, че цената, заплатена за това, са неудовлетворителните характеристики за точност на стрелбата и живучест на ствола.
| Сравнителни характеристики на артилерията на главния калибър за линкори постройка 1930 – 1940 г. |                 |                |                                 |                                 |              |                            |                            |           |           |         |
| Кораб                                                                                            | „Кинг Джордж V“ | „Вангард“      | „Шарнхорст“                     | „Бисмарк“                       | „Литорио“    | „Норт Каролина“            | „Айова“                    | „Дюнкерк“ | „Ришельо“ | „Ямато“ |
| Държава                                                                                          | Великобритания  | Великобритания | Германска империя (1933 – 1945) | Германска империя (1933 – 1945) | Италия       | Съединени американски щати | Съединени американски щати | Франция   | Франция   | Япония  |
| Тип оръдие                                                                                       | Mk VII          | Mk I/N         | 28 cm SKC/34                    | 38 cm SKC/34                    | Ansaldo 1934 | Mk6                        | Mk7                        | M1931     | M1935     | Type 94 |
| Калибър, мм                                                                                      | 356             | 381            | 283                             | 380                             | 381          | 406                        | 406                        | 330       | 380       | 460     |
| Маса на оръдието, кг                                                                             | 80 256          | 101 605        | 53 250                          | 111 000                         | 111 664      | 100 363                    | 121 519                    | 70 535    | 94 130    | 165 000 |
| Маса на бронебойния снаряд, кг                                                                   | 721             | 879            | 330                             | 800                             | 885          | 1225                       | 1225                       | 560       | 890       | 1460    |
| Маса на ВВ в снаряда, кг                                                                         | ?               | 22             | 7,84                            | 18,8                            | ?            | 18,36                      | 18,36                      | ?         | 21,9      | 33,85   |
| Начална скорост на снаряда, м/с                                                                  | 757             | 749            | 890                             | 820                             | 850 (870)    | 701                        | 762                        | 870       | 830       | 780     |
| Максимална далечина на стрелбата, м                                                              | 35 260          | 30 500         | 42 747                          | 36 520                          | 42 263       | 33 741                     | 38 720                     | 41 700    | 41 500    | 42 030  |

## Коментари
1. ↑  С изключение на старото късоцевно 420-мм оръдие модел 1875 г.
2. ↑  „R“ обозначава, че оръдието е произведено от арсенала в Руел. Четирите последващи цифри обозначават годината на производство. Последните цифри – поредния номер на оръдието за годината.
3. ↑  Според данните на Дулин/Харцке и Кемпбъл също при първия залп.
4. ↑  Оценката на резултатите от стрелбата е достатъчно противоречива. Ясно за попадения говорят само Дулин и Харцке. Джордан явно не споменава за това попадение. Стрелбата се води от три калибра: 380 и 152 мм на „Ришельо“ и 240 мм от бреговите батареи. При Джордан са описани няколко близки разрива, в т.ч. този, който е указан в британския източник, не се свързва с конкретен калибър. Според британските данни е фиксиран близък разрив на 240-мм или 380-мм снаряд: Another shell, probably 9.4 inch (possibly 15 inch) exploded short, underwater on the starboard side abreast the funnel. The bulge structure for 7 feet abreast the explosion was forced inboard and sufficiently strained to allow slow flooding of the lower bulge compartments. H. M. SHIPS DAMAGED OR SUNK BY ENEMY ACTION 3rd. SEPT. 1939 to 2nd. SEPT. 1945 (Admiralty, 1952).
5. ↑  Във времето в което двете оръдия на лявата полукула произвеждат залп, двете оръдия в дясната полукула се презареждат.
6. ↑  Според данните от стр. 104. На стр. 105 погрешно е указано, че това е R 1938 – 3.
7. ↑  Според данните от стр. 104. На стр. 105 погрешно е указано, че това е R 1938 – 7.
8. ↑  Кемпбъл на стр. 281 с позоваване на чертежите твърди, че пръстените са разположени на два слоя. Вътрешният се състои от 10 пръстена. А външният – от девет пръстена и два полупръстена на краищата.
9. ↑  При дистанционното управление подвижният директор за управление на огъня на главния калибър, намиращ се на върха на мачтата-надстройка, съпровожда целта. Сигналът с направлението на целта и изчисления ъгъл на възвишение на оръдията се предава към кулата. Но силовата трансмисия няма необходимата точност, а понякога и скорост за фиксиране на ъгъла. За това е необходимо да се осъществяват корекции с помощта на ръчния механизъм.
10. ↑  Джордан казва, че 330-мм и 380-мм снаряди по конструкция са сходни, при това той не дава явно указание за това, че 380-мм снаряд има двудиапазонен взривател. Описанието на самия взривател се дава при него само за 330-мм снаряд на „Дюнкерк“, споменавайки, че такива взриватели започват да се поставят от 305-мм снаряд модел 1906 г., влизащ в боезапаса на броненосците тип „Дантон“.
11. ↑  Разчетите на дистанцията са проведени по формулите FACEHARD и могат да се различават от табличните и реалните стойности за бронепробиваемостта на оръдията. Снарядът прониква зад броневата преграда съхранявайки способността си за детонация – т.е. взривателя е действащ, кухината на снаряда с ВВ не е разрушена.